# Ivan Sazima
Ivan Petr Sazima (* 7. Oktober 1942 in Prag) ist ein tschechoslowakisch-brasilianischer Zoologe. Er beschäftigt sich hauptsächlich mit der Biologie und dem Verhalten von Wirbeltieren.

## Leben
Sazima studierte ab 1968 Zoologie an der Universidade de São Paulo, wo er 1971 den Bachelor-Abschluss und 1975 den Master of Science erlangte. 1980 wurde er mit der Dissertation Estudo comparativo de algumas espécies de peixes lepidófagos (Osteichthyes) unter der Leitung von Claudio Gilberto Froehlich zum Doctor of Science promoviert. Von 1984 bis 1985 absolvierte er seine Postdoc-Phase an der Ruhr-Universität Bochum (RUB).
Sazima arbeitete von März 1973 bis Februar 2008 am Institut für Biologie der Universidade Estadual de Campinas. Er ist Professor im Ruhestand am Museu de Zoologia da Universidade Estadual de Campinas (ZUEC).
Sazimas Forschungsinteresse gilt der Wirbeltierzoologie, wobei er sich insbesondere der Naturgeschichte und dem Verhalten diverser Wirbeltiere widmet, darunter Riff- und Süßwasserfische, Reptilien und Amphibien der Mata Atlântica sowie Vögel aus städtischen Gebieten und der Mata Atlântica. Weitere Schwerpunkte sind die Bestäubung durch Wirbeltiere, Verbindungen zwischen Fischen und Walen, die symbiotische Säuberung zwischen Wirbeltieren, Verbindungen zwischen Vögeln und Säugetieren sowie Verbindungen zwischen Wirbeltieren und Insekten.
Sazima ist mit der Botanikerin Marlies Sazima (* 1948) verheiratet, die in den 1980er Jahren bedeutende Studien zur Bestäubungsbiologie veröffentlichte. Seine Tochter Christina ist ebenfalls Zoologin.

## Erstbeschreibungen von Ivan Sazima
- Bokermannohyla nanuzae (Bokermann & Sazima, 1973)
- Bothrops alcatraz Marques, Martins & Sazima, 2002
- Bothrops otavioi Barbo, Grazziotin, Sazima, Martins & Sawaya, 2012
- Corydoras desana Lima & Sazima, 2017
- Cycloramphus faustoi Brasileiro, Haddad, Sawaya & Sazima, 2007
- Cycloramphus juimirim Haddad & Sazima, 1989
- Elacatinus figaro Sazima, Moura & Rosa, 1997
- Elacatinus phthirophagus Sazima, Carvalho-Filho & Sazima, 2008
- Gramma brasiliensis Sazima, Gasparini & Moura, 1998
- Hylodes otavioi Sazima & Bokermann, 1983
- Ischnocnema juipoca (Sazima & Cardoso, 1978)
- Labrisomus conditus Sazima, Carvalho-Filho, Gasparini & Sazima, 2009
- Labrisomus cricota Sazima, Gasparini & Moura, 2002
- Leptodactylus camaquara Sazima & Bokermann, 1978
- Leptodactylus cunicularius Sazima & Bokermann, 1978
- Leptodactylus furnarius Sazima and Bokermann, 1978
- Leptodactylus jolyi Sazima & Bokermann, 1978
- Leptodactylus tapiti Sazima & Bokermann, 1978
- Lonchophylla bokermanni Sazima, Vizotto & Taddei, 1978
- Lonchophylla dekeyseri Taddei, Vizotto & Sazima, 1983
- Malacoctenus zaluari Carvalho-Filho, Gasparini & Sazima, 2020
- Phasmahyla jandaia (Bokermann & Sazima, 1978)
- Physalaemus atlanticus Haddad & Sazima, 2004
- Physalaemus deimaticus Sazima & Caramaschi, 1988
- Proceratophrys cururu Eterovick & Sazima, 1998
- Proceratophrys palustris Giaretta & Sazima, 1993
- Scarus zelindae Moura, Figueiredo & Sazima, 2001
- Scinax curicica Pugliese, Pombal & Sazima, 2004
- Scinax machadoi (Bokermann & Sazima, 1973)
- Scinax maracaya (Cardoso & Sazima, 1980)
- Scinax pinimus (Bokermann & Sazima, 1973)
- Sparisoma rocha Pinheiro, Gasparini & Sazima, 2010
- Tantilla boipiranga Sawaya & Sazima, 2003
- Teleocichla centisquama Zuanon & Sazima, 2002
- Thoropa megatympanum Caramaschi & Sazima, 1984
- Trichomycterus maracaya Bockmann & Sazima, 2004

## Dedikationsnamen
Sazima wurde 2011 im Artepitheton der brasilianischen Vogelspinnenart Lasiocyano sazimai (früher Pterinopelma sazimai) geehrt, von der er 1971 den Holotypus sammelte. Weitere nach ihm benannte Arten sind die Froschlurche Hylodes sazimai und Bokermannohyla sazimai, die Schlangen Dipsas sazimai und Bothrops sazimai, die Knochenfische Deuterodon sazimai, Roeboides sazimai und Halichoeres sazimai sowie die Steinfliege Kempnyia sazimai.

## Schriften
- A vida dos peixes em Fernando de Noronha, 2013
- Serpentes da Caatinga: Guia Ilustrado, 2017
- Serpentes da Mata Atlântica: guia ilustrado para as florestas costeiras do Brasil, 2019
- Anfíbios anuros da Serra do Cipó, Minas Gerais, Brasil, 2020
- Voando por aí: a história natural das aves em um parque ecológico na área urbana de Campinas, sudeste do Brasil, 2020